# Перегінська селищна територіальна громада
Перегінська селищна громада — територіальна громада в Україні, в Калуському районі Івано-Франківської області. Адміністративний центр — селище Перегінське.
Площа громади — 669,6 км², населення — 23 887 осіб (2020).

## Населені пункти
У складі громади 6 селищ (Перегінське, Бабське, Кузьминець, Погар, Турівка та Черепина) і 10 сіл:
- Гриньків
- Закерничне
- Красне
- Лази
- Ловаги
- Небилів
- Осмолода
- Сливки
- Слобода-Небилівська
- Ясень